# الجمعية الوطنية لمنع القسوة ضد الأطفال

شعار الجمعية الوطنية لمنع القسوة ضد الأطفال.

الجمعية الوطنية لمنع القسوة ضد الأطفال (بالإنجليزية:National Society for the Prevention of Cruelty to Children) هي جمعية خيرية متخصصة في مجال حماية الأطفال في المملكة المتحدة وجزر القنال الإنجليزي تأسست عام 1884.

## القيم
تستند القيم الأساسية للجمعية الوطنية لمنع القسوة على الأطفال على اتفاقية الأمم المتحدة لحقوق الطفل.
وهذه الحقوق هي:
- يجب حماية الأطفال من جميع أشكال العنف والاستغلال.
- كل شخص لديه المسؤولية في دعم ورعاية وحماية الأطفال.
- نستمع إلى الأطفال والشباب، ونحترام آرائهم ونرد عليها مباشرة.
- يجب تشجيع الطفل وتمكينه من تحقيق أهدافه.
- نحن نتحدى مسألة اللامساواة للأطفال والشباب.
- يجب أن يملك كل طفل شخص يلجأ إلى ه وقت الحاجة.

## روابط خارجية
- الموقع الرسمي